# Festa di Santa Maria Patrona
La festa di Santa Maria Patrona, in dialetto lucerino "Le feste d'agosto", è la festa patronale di Lucera in Puglia, in onore della patrona principale della città e della diocesi di Lucera-Troia, che si svolge annualmente il 13-14-15-16 agosto. L'evento celebra la solennità liturgica dell'Assunzione di Maria e si ricollega alla ripresa del culto dopo la conquista della città e la distruzione della  colonia saracena di Lūǧārah ad opera degli Angioini. La festa, tra le più importanti della Puglia, è caratterizzata da due processioni della trecentesca icona della patrona e da numerose manifestazioni, tra cui il Torneo delle chiavi e il corteo storico, richiamando migliaia di fedeli e turisti da tutti i centri vicini della provincia di Foggia e non solo. Alla Vergine sono associati in alcuni dei festeggiamenti san Francesco Antonio Fasani e san Rocco, compatroni della città.

## Avvenimenti storici all'origine della festa

Popolare raffigurazione di Santa Maria Patrona

Nell'agosto del 1300, in occasione del primo giubileo, indetto da Bonifacio VIII, Carlo II d'Angiò decise di eliminare l'insediamento musulmano di Lucera nel suo regno e organizzò la "crociata angioina", affidando l'impresa al miles Giovanni Pipino da Barletta, maestro razionale della Magna curia. Secondo gli storiografi locali d'età barocca, come il del Preite o l'Angiullo, nel giorno della solennità dell'Assunta, Pipino avrebbe promesso in voto alla Beata Vergine di dedicare al suo nome la città in caso di vittoria e i soldati angioini, dopo una prima battaglia, avrebbero rinvenuto nascosta un'antica statua della Vergine, portandola trionfalmente in processione. Tradizioni agiografiche che però non sono avvalorate dai documenti della cancelleria editi dall'Egidi. La città fu conquistata dopo una decina di giorni di combattimenti, il 24 agosto: secondo la tradizione la Vergine avrebbe aiutato l'esercito angioino disturbando i saraceni con sciami di moscerini. Le mura e le moschee furono abbattute e i saraceni lucerini in parte massacrati e in parte espulsi, per essere poi catturati e venduti come schiavi, o costretti a convertirsi al Cristianesimo.

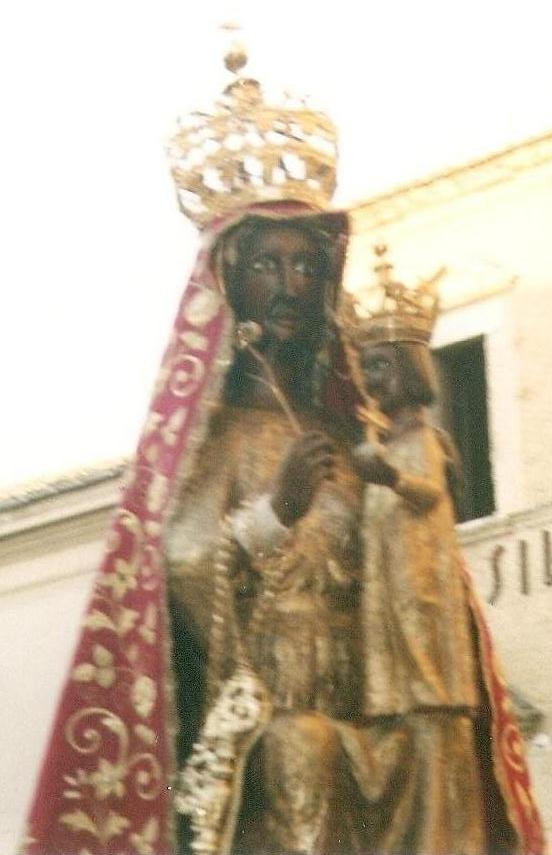
L'icona di Santa Maria Patrona di Lucera in processione il 25 settembre 2003

Lucera fu ripopolata di abitanti cristiani e rinominata "Civitas Sanctae Mariae". Venne fondata la cattedrale dell'Assunta, la cui costruzione è attribuita a Pierre d'Angicourt. Anche lo stemma della città viene fatto risalire a questo periodo: un leone passante, che rappresenterebbe re Carlo II, tenente con le branche anteriori un vessillo con l'effigie della Vergine patrona. Nel 1304, Carlo II d'Angiò giunse a Lucera e, secondo la tradizione, donò simbolicamente le chiavi della città alla statua della Vergine, alla quale sua moglie, Maria d'Ungheria, offrì una collana d'oro. La statua, in base alle recenti indagini storico-artistiche, è di fattura angioina, ascrivibile ai primi del '300. In suo onore, Carlo II istituì la festa da celebrarsi ogni anno con la massima partecipazione del popolo. I privilegi conferitigli dal re angioino furono aboliti nel 1642, ma il 20 dicembre 1691 fu dichiarata “città libera, in virtù del potente patrocinio di Santa Maria.”
Dal 1304, ininterrottamente, Lucera festeggia la sua patrona, attribuendole la salvezza da varie calamità naturali e istituendo il “terraggio di Santa Maria”, con la cui rendita si sostenevano le spese per le festività d'agosto. 
L'icona, incoronata con triplice corona d'oro dal Capitolo della basilica di San Pietro in Vaticano il 15 agosto 1806 ed inserita fra le immagini più venerate e miracolose della Vergine, fu protagonista di un evento inspiegabile durante la pandemia di colera del 1837 (il 12 e il 13 luglio mosse gli occhi e cambiò il colore della pelle e fu aperto un Processo Canonico nel 1838 che constatò l'avvenuto evento inspiegabile, che si ripeté nel 1844 durante una violenta siccità) e venne restaurata nel 1937 perdendo l'incarnato bruno, che riacquistò solo nel 1999 a seguito di un nuovo restauro, che ha portato alla luce anche le vesti in oro zecchino.
Il 25 marzo 1955 la Basilica Cattedrale è stata dichiarata "Santuario mariano diocesano di Santa Maria Patrona", dal vescovo Domenico Vendola, grazie al quale nel 1960, fu concessa nelle litanie mariane, l'aggiunta dell'invocazione Santa Maria Patrona Nostra, prega per noi.

## Forme, tempi e luoghi di preparazione della festa
La festa di Santa Maria Patrona vera e propria si celebra durante la "tre giorni" 14, 15 e 16 agosto, ma numerose sono le manifestazioni culturali e folcloristiche nelle due settimane che precedono il ferragosto: concerti musicali, spettacoli teatrali, mostre tematiche (come quelle mariane inaugurate nel Museo diocesano). 
Il 6 agosto la Cattedrale è riccamente addobbata e nel presbiterio viene allestito un maestoso "trono", realizzato in legno e decorato da stoffe e putti. Durante una solenne celebrazione, la statua della Patrona viene traslata dalla sua nicchia d'altare e collocata sul trono festivo, al di sopra dell'imponente base processionale, che ha la funzione di dar maggior risalto all'icona durante la venerazione dei fedeli nonché far da supporto per il trasporto della statua durante la storica processione del 14 agosto in Piazza del Duomo e la grande processione per le vie cittadine del 16 agosto. La base è in legno intagliato e dipinto in color dorato con nel centro un piccolo dipinto raffigurante la Patrona e ai lati quattro putti argentei porta lanterne, realizzata nel XVIII secolo ad opera di maestranze napoletane. Il simulacro della Vergine viene avvolto da un mantello in raso bianco ricamato in filigrana d'oro con fiori e foglie d'acanto, del XIX secolo, e si assiste al primo cambio di corone: quelle feriali con gigli vengono sostituite con quelle festive, che indossa durante la solenne novena, dal 6 al 14 agosto.
La sera del 10 agosto vi è l'accensione delle luminarie che decorano le più importanti vie cittadine e in particolare Piazza del Duomo, dove viene montata anche la cassa armonica, che ospiterà i vari complessi bandistici che nei tre giorni di feste d'agosto eseguono concerti a conclusione del giro per le vie della città. In quei giorni, vengono allestiti anche il Luna Park itinerante, nell'area mercatale nei pressi della stazione ferroviaria, e numerose bancarelle, lungo il percorso del tradizione struscio da Piazza del Duomo alla Villa Comunale.
La "tre giorni" è anticipata dalla "due giorni" del 12-13 agosto in cui ha luogo il tradizionale Torneo delle chiavi e il corteo storico.
Porta Troia
Rione legato all'accesso angioino che si conserva in Piazza del Popolo risalente a Roberto d'Angiò. È la zona sud della città. Stemma: di rosso, all'aquila d'oro ad ali spiegate.
Porta Albana
Rione legato all'accesso angioino di Porta Sant'Antonio Abate che si apriva in Piazza Matteotti, denominata Albana da alcuni storici in riferimento all'accesso romano che si apriva tra i colli Albano e Belvedere. È la zona nord ovest della città. Stemma: di beige con due sbarre rosse e due conchiglie dello stesso colore disposte in capo e in punta.
Porta San Severo
Rione legato all'accesso angioino che si apriva in Piazza Martiri di Via Fani, abbattuto nel 1860, denominato in alcune fonti Porta Casalis Novi. È la zona nord est della città. Stemma: di azzurro con una sbarra d'oro caricata di tre rose rosse, e una spiga di grano al naturale nel canton destro del capo.
Porta San Giacomo
Rione legato all'accesso angioino che si apriva verso l'antico casale extra moenia di San Giacomo. È la zona est della città. Stemma: inquartato di verde e di giallo, con una stella d'oro a otto punte nel primo cantone.
Porta Foggia
Rione legato all'accesso angioino di cui si conserva una ricostruzione ottocentesca in Piazza Di Vagno. È la zona sud est della città. Stemma: d'oro a tre pignatte di nero disposte 2 su 1, con un lambello a tre pendenti di rosso nel capo; è l'unico stemma chiaramente identificabile con l'arma di una famiglia del Napoletano: Pignatelli.

## Torneo delle chiavi e corteo storico (12-13 agosto)

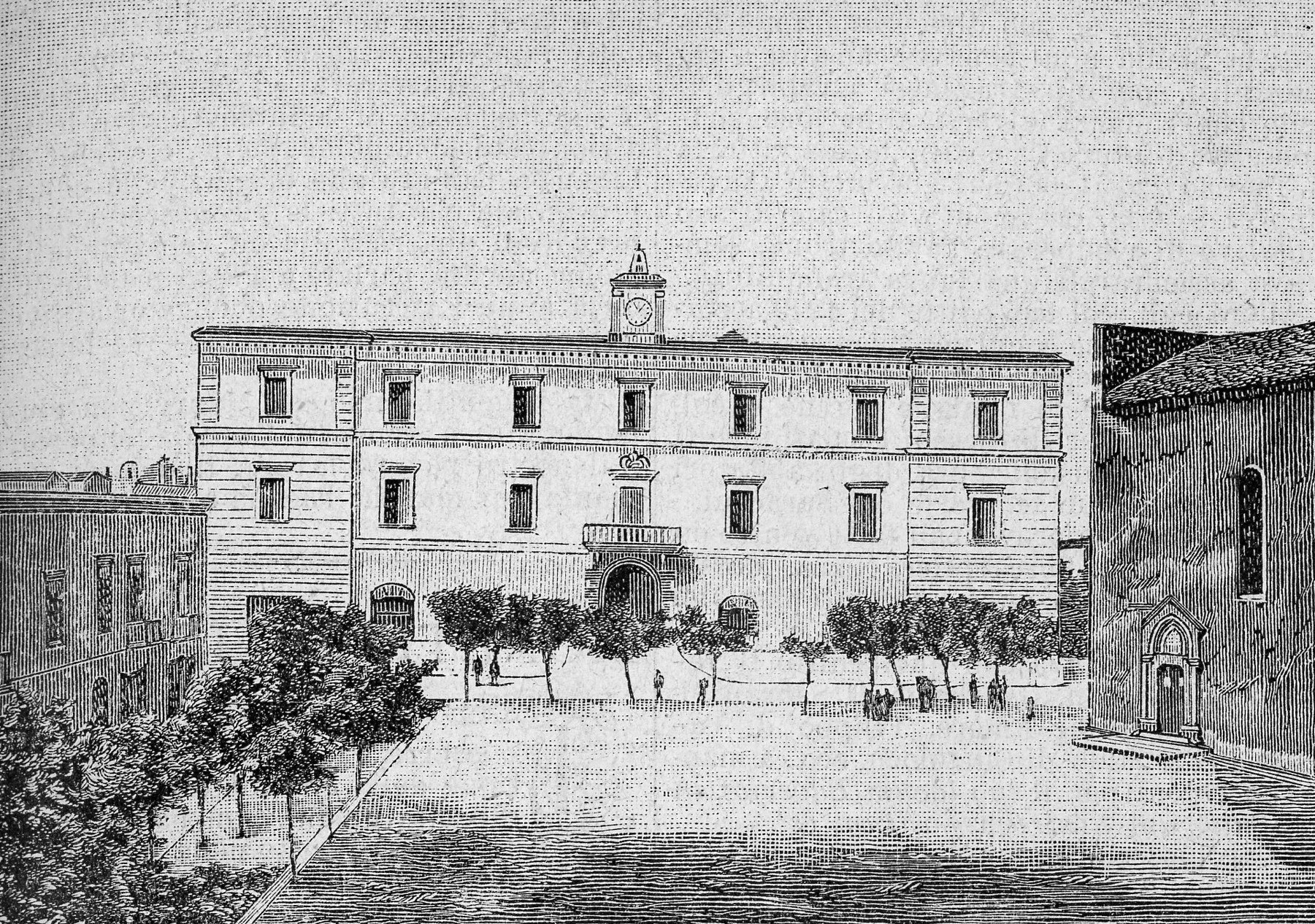
Piazza Tribunali, campo dove si svolgeva la giostra nel Settecento

Già nella Lucera del '700 si tenevano rappresentazioni in memoria degli epici avvenimenti dell'agosto del 1300, «una rappresentanza di battaglia». Erano allora in uso a Lucera i tornei, i caroselli e i palii, con la partecipazione di saltimbanchi e giocolieri. 
In una festa di Santa Maria Patrona degli anni '30 del Settecento, durante il torneo della giostra, che si svolgeva nel campo accanto alla Chiesa di San Francesco, Ottavio Candida e Antonio Pagano, due giovani nobili cavalieri, vestiti con l'armatura, la celata, la spada, lo scudo e i colori del casato, furono protagonisti di uno scontro mortale. I loro cavalli si urtarono violentemente in una curva e i due cavalieri sbalzarono e caddero a terra tramortiti. Il più grave, Antonio Pagano, ferito mortamente, venne portato al vicino convento dei frati minori dove il futuro san Francesco Antonio Fasani riuscì a rianimarlo e a farlo confessare, poco prima che il giovane morisse.
Dalle fonti, pare che il primo corteo storico fu quello organizzato per il Carnevale 1885, quando sfilò un corteo di 60 cavalieri chiuso da un ricchissimo carro sul quale era rappresentata la corte angioina intorno a re Carlo II, con al suo fianco un paggio che gli porgeva le storiche chiavi della città.

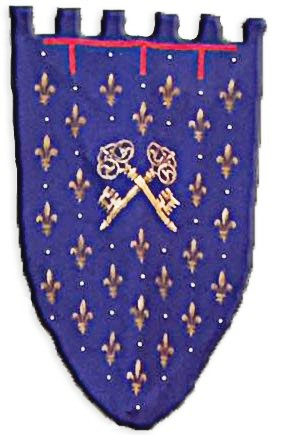
Palio di Lucera

Ispirandosi a tali manifestazioni, il corteo storico viene istituito il 14 agosto 1983 e rievoca la fondazione della Civitas Sanctae Mariae da parte di re Carlo II d'Angiò nel 1300, con la presenza dei rappresentanti dei rioni "cinque porte" in cui è stata divisa la città (p. Troia, p. Albana, p. San Severo, p. San Giacomo e p. Foggia). Fulcro della manifestazione era in origine l'arrivo del corteo storico in Piazza del Duomo, dove aveva luogo la consegna delle chiavi della città da parte del figurante Carlo II d'Angiò al simulacro di Santa Maria Patrona, che venne aggiunta alla secolare processione in piazza del Duomo, per poi proseguire presso l'Anfiteatro romano dove si svolgeva il Torneo delle chiavi, istituito nell'agosto 1985 e così denominato nel 1986.
La tradizione è stata modificata col sopraggiungere del Terzo Millennio: dal 1998 al 2015 il Torneo delle chiavi fu sostituito da un torneo di calcetto in abiti medievali; dal 2000, l'atto di affidamento della città all'icona della Patrona, con la consegna delle chiavi, è celebrata dal vescovo nella cattedrale. A seguito di ciò, il corteo storico non ha avuto luogo nel 2000 e nel 2002; e dal 2004 al 2010 il giorno della manifestazione è stato variabile (l'8 nel 2004, il 7 nel 2005, il 13 nel 2006, il 12 nel 2007, il 7 nel 2008, il 13 nel 2009, l'8 nel 2010), mentre dal 2011 in poi la data scelta è il 13 agosto. Il Torneo delle Chiavi, invece, è stato ripristinato dall'A.P.S. Cinque Porte Storiche città di Lucera nel 2016 e si svolge il 12 agosto. 
Nel tardo pomeriggio del 12 agosto, a seguito della benedizione delle cinque porte da parte del vescovo in Piazza del Duomo, ha luogo un piccolo corteo storico composto dai rappresentanti dei cinque rioni verso l'Anfiteatro romano di Lucera, dove si svolge il Torneo delle chiavi. Consiste in una sfida tra gli atleti delle "cinque porte" al fine di aggiudicarsi il palio di Lucera: in origine un drappo partito di bianco-celeste, con al centro un leone rampante d'oro, ispirato allo stemma della città; dal 2017, un drappo con le insegne dei d'Angiò (d'azzurro seminato di gigli d'oro, al lambello di tre pendenti di rosso) con due chiavi d'oro incrociate poste nel punto d'onore. Nel 1985 il torneo consistette in una gara di tiro della balestra, ma dall'anno successivo si aggiunsero altri giochi medievali (come lotta con i bastoni e torneo equestre); attualmente si compone di cinque competizioni: tiro alla fune, albero della cuccagna, tiro dell'arco, corsa delle giare, lancio del tronco. I rioni che detengono il maggior numero di vittorie sono Porta San Severo (1988, 1989, 1990, 1991, 1993, 1996, 2021, 2020) e Porta Foggia (1994, 1995, 1997, 2002, 2005, 2008, 2023, 2024), seguite da Porta Troia (1985, 1998, 2003, 2004, 2015, 2017), Porta Albana (1986, 1987, 1992, 2018, 2019) e Porta San Giacomo (1999, 2000, 2021, 2022)..
Nel tardo pomeriggio del 13 agosto ha luogo il corteo storico. Fuoriuscendo dalla Fortezza svevo-angioina, oltre duecento personaggi in costumi dell'epoca attraversano la città per rievocare la corte di Carlo II d'Angiò, con la rappresentanza dei cinque rioni e il palio della città portato dai rappresentanti del rione vincitore del Torneo delle chiavi. Vi è la partecipazione di vari gruppi di sbandieratori, musici, trampolieri e sputafuoco, tra cui gli Sbandieratori e Musici - Città di Lucera, protagonisti e vincitori di gare nazionali, e unica compagnia pugliese iscritta alla Lega italiana sbandieratori; la stessa Lucera ha ospitato nel 2015 la Parata nazionale della bandiera e nel 2018 la VII Parata Nazionale della Bandiera Under 18.
Dal 1983 al 2016 la regia è stata di Giuseppe Grasso; dal 2017 al 2021, con il ritorno del Torneo delle chiavi, il direttore artistico è stato Mosè La Cava.

## Le feste d'agosto

### Consegna delle chiavi (14 agosto)

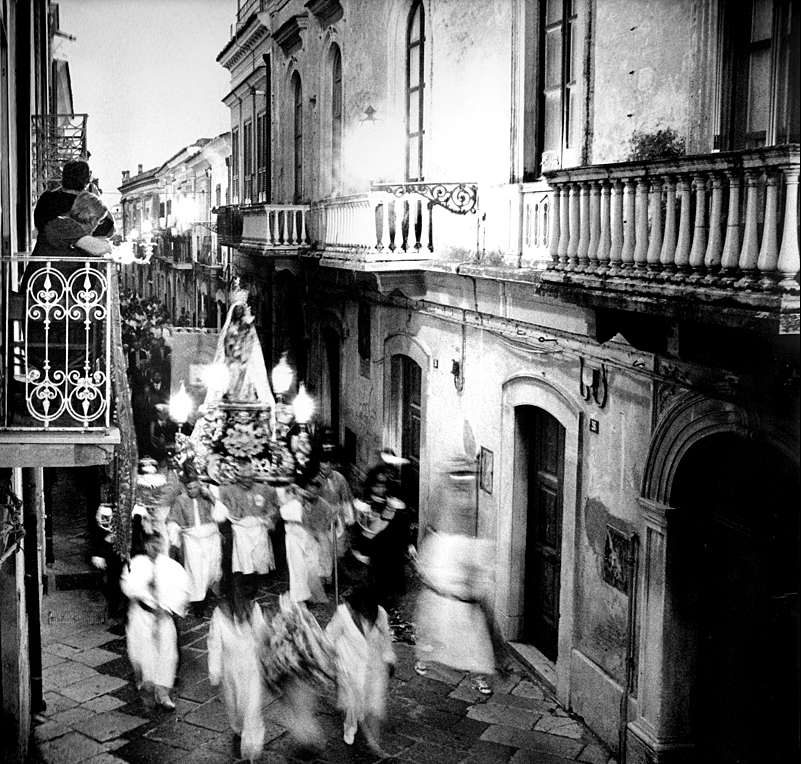
Processione di Santa Maria Patrona di Lucera del 16 agosto 2007

Il 14 agosto è il giorno della consegna delle chiavi al trecentesco simulacro di Santa Maria Patrona e della storica processione dell'icona in Piazza del Duomo. Il rito si svolge da secoli in ricordo dell'omaggio che nel 1304 Carlo II d'Angiò fece alla statua angioina, donandole simbolicamente le chiavi della città. Dal 1983 al 1999 la consegna delle chiavi della città avveniva in piazza del Duomo da parte del figurante Carlo II d'Angiò al simulacro della Patrona. Dal 2000, il rito si è spostato all'interno della cattedrale dove, a seguito dei vespri solenni, è il vescovo a consegnare alla statua mariana le chiavi della città, l'una con lo stemma di Lucera e l'altra con lo stemma vescovile, donategli dal sindaco di Lucera, e il giglio di diamanti, realizzato nel 1932 da Giuseppe Palumbo, simbolo della casata angioina; la Vergine e il Bambino vengono anche incoronati con la triplice corona, in ricordo dell'incoronazione del 1806. Successivamente viene pronunciato l'atto di affidamento della città a Santa Maria Patrona e l'icona viene portata in Piazza del Duomo per la tradizionale processione serale, aperta dall'ombrello basilicale, seguito dal clero e dal vescovo, e chiusa dal simulacro della Madonna, seguito dal gonfalone della città e dal sindaco, dal palio della città e dagli stendardi dei cinque rioni sorretti dai relativi capi porta, con in coda la banda musicale. Dopo il breve corteo sacro, la Patrona rientra nel suo santuario dove ha luogo una celebrazione eucaristica.

### Solennità dell'Assunta (15 agosto)

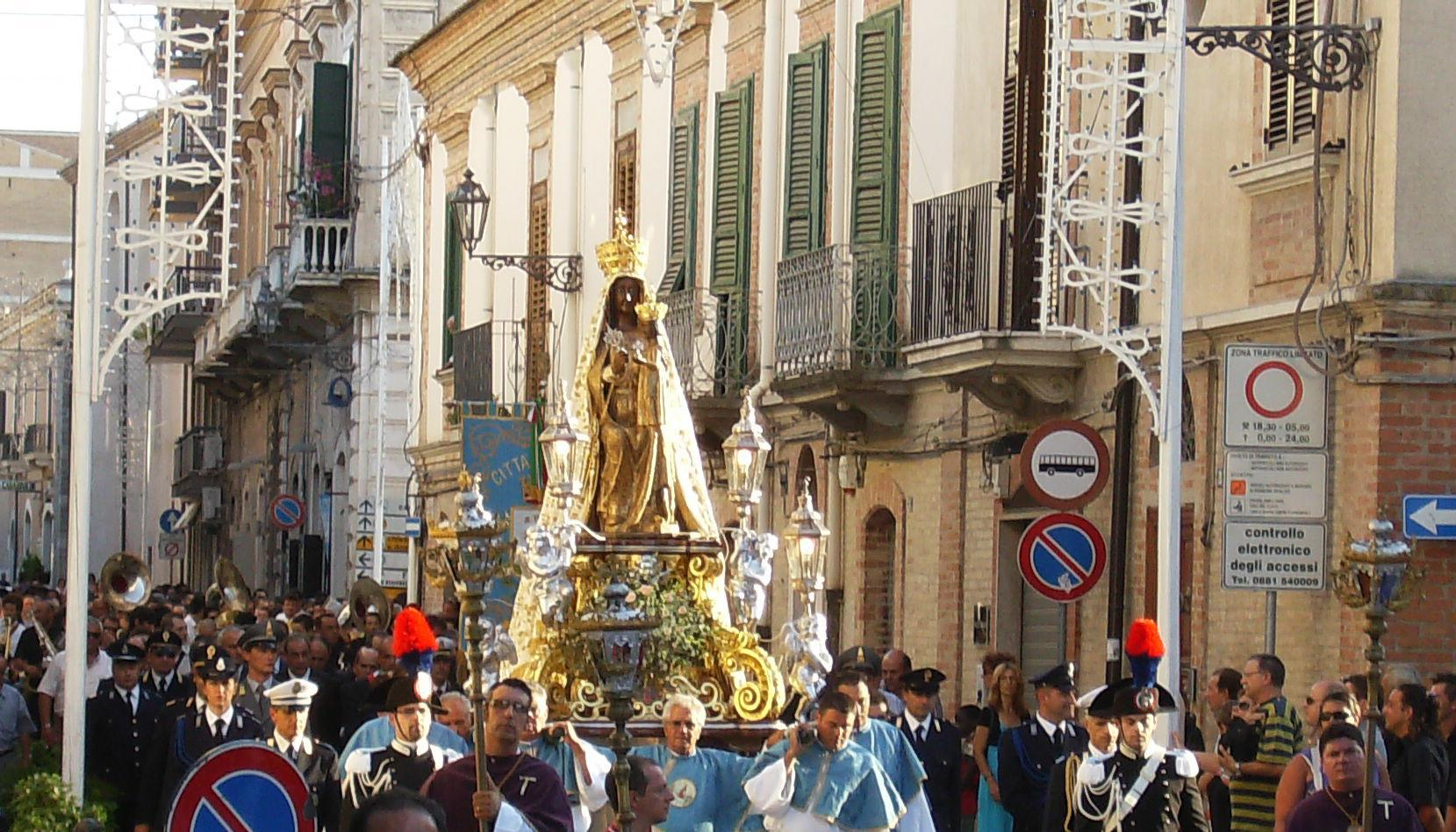
Processione in onore di Santa Maria Patrona di Lucera - 16 agosto 2009

Il 15 agosto, solennità dell'Assunta, è dedicato alle celebrazioni liturgiche, tra cui il solenne pontificale celebrato in mattinata dal vescovo in Cattedrale, a seguito della deposizione della corona di allora dinanzi al Monumento ai caduti in Piazza del Duomo. In serata, vi è il tradizionale concerto in Piazza del Duomo.

### Processione di Santa Maria Patrona (16 agosto)
Il 16 agosto, festa di San Rocco, compatrono della città, è da secoli il giorno più caro ai lucerini che omaggiano Santa Maria Patrona. È caratterizzato dalla grande processione cittadina dell'icona della Patrona, mentre la statua seicentesca del santo di Montpellier non viene portata in processione e, a differenza dell'icona di Santa Maria che viene messa in trono nei nove giorni precedenti la festa, resta nella sua nicchia o, come accade negli ultimi anni, esposta su un piccolo trono all'incrocio del transetto con la navata centrale; in effetti, il patronato di San Rocco sulla città di Lucera sembra essere legato prettamente al periodo dell'epidemia della peste del Seicento.

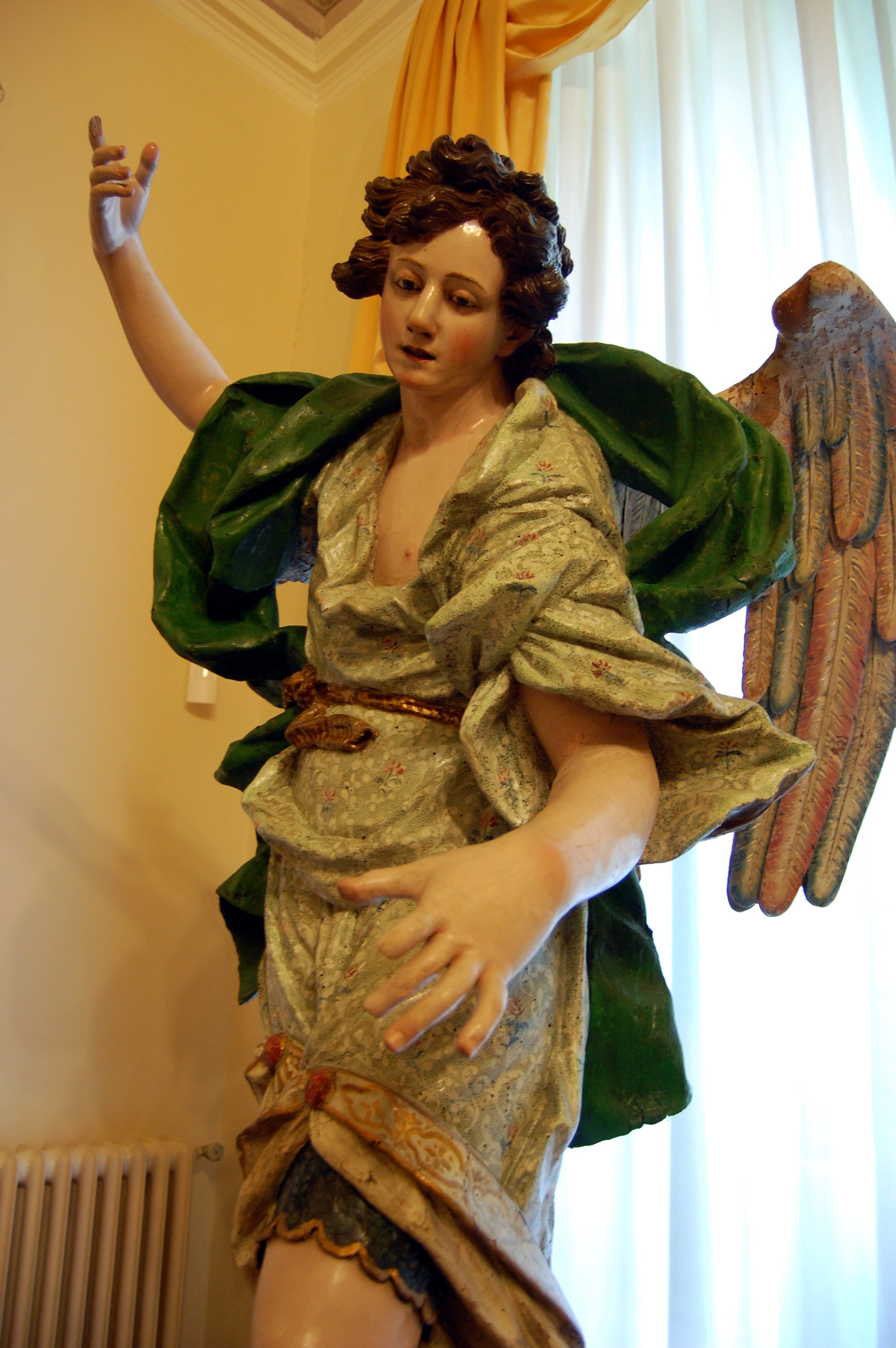
Statua dell'Angelo Custode che precedeva la Patrona nella processione fino al 1947; oggi, è custodita nella chiesa di Santa Maria delle Grazie alle Cammarelle

Imponente era la processione del 16 agosto fino a metà del ‘900. I preparativi iniziavano già dal 13 agosto, giorno in cui le statue dei santi più venerati a Lucera, dalle varie chiese parrocchiali e confraternali, raggiungevano la Cattedrale, prendendo posto ai lati della navata centrale. Per poi, giorno 16, percorrere assieme al simulacro della Vergine, contornata dagli Arcangeli, le vie principali della città. Il corteo iniziava dal mattino e si protraeva fino a sera; aprivano la processione le parrocchie, seguite dalle associazioni religiose e le confraternite. Le statue dei santi precedevano quelle degli arcangeli, quindi il clero per giungere infine alla visione del simulacro della Patrona, seguita dal gonfalone della città e la banda musicale. 

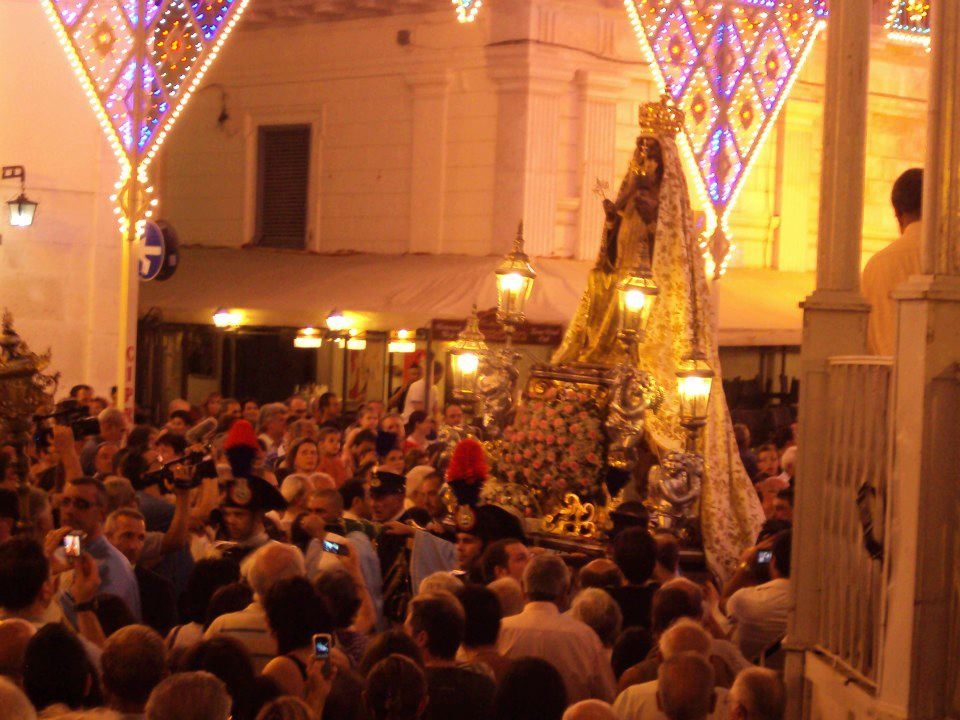
Rientro dell'Icona di Santa Maria Patrona in Piazza Duomo - 16 agosto 2012

A oggi la processione ha subito notevoli mutamenti. Dal 1948, non ci sono più i santi e gli arcangeli ad accompagnare la Vergine che, sola, percorre le vie della città. Il percorso si è notevolmente ridotto e la processione ha inizio solo nel tardo pomeriggio per poi ritornare in Cattedrale col giungere delle sera. Ad aprire il sacro corteo sono sempre le parrocchie, le associazioni religiose e le confraternite, seguite dell'ombrello basilicale che precede il clero e il vescovo. A chiusura, vi è la miracolosa icona della Patrona, seguito dal gonfalone della città e dall'amministrazione comunale, dal palio della città e dagli stendardi dei cinque rioni sorretti dai relativi capi porta, con in coda la banda musicale. Dopo aver percorso un breve tragitto all'interno del borgo antico, la processione, passando dinanzi la Basilica santuario di San Francesco Antonio Fasani e la casa circondariale, raggiunge l'Ospedale Lastaria, dove ha luogo la preghiera per gli ammalati, per poi, passando per Piazza Matteotti e percorrendo il quartiere Porta Croce, tornare nel centro storico. Suggestivo è l'arrivo in Piazza Di Vagno, dove anticamente si svolgeva la preghiera per i campi; oggi il canto dell'Ave Maria, batterie pirotecniche e migliaia di persone accolgono la Patrona all'uscita di Porta Foggia. La processione fa quindi rientro nel borgo antico, attraversando i rioni di San Giacomo e del Carmine, per poi far rientro in una affollatissima Piazza del Duomo dove, al termine della benedizione solenne da parte del vescovo, dopo canti lirici e fuochi pirotecnici, l'icona della Patrona viene riaccompagnata nel suo santuario.

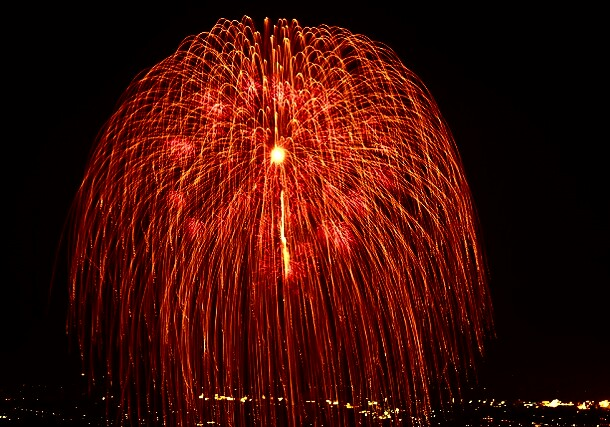
Fuochi pirotecnici in viale Giovanni Paolo II

Se alla processione prendono parte altri simulacri (come in passato), essi prendono posto prima dell'ombrello basilicale. Nel 2000, in occasione dell'anniversario della sua beatificazione, fu la salma del Beato Agostino Casotti ad accompagnare la Vergine. Nel 2001, invece, a precedere l'icona angioina, fu la statua di San Francesco Antonio Fasani, in occasione del 50º anniversario della sua beatificazione e del 15º anniversario della sua canonizzazione. Tale evento è stato accolto in modo festoso dalla popolazione lucerina, che da allora spera di rivedere ogni anno il santo di Lucera in processione con la Vergine Patrona. Nel 2011, in occasione del 25º anniversario della sua canonizzazione, la statua di San Francesco Antonio Fasani torna a precedere l'Icona della Vergine Patrona della città. Lo stesso accade anche nel 2016, in occasione dell'elevazione del santo a patrono secondario di Lucera e del 30º anniversario della canonizzazione.
La festa di Santa Maria Patrona continua fino a notte fonda con il tradizionale concerto di Piazza Matteotti e i tre spettacolari fuochi pirotecnici nei pressi dell'Anfiteatro Romano, che chiudono i festeggiamenti.